# Topázio-de-fogo
O topázio-de-fogo (nome científico: Topaza pyra) é uma espécie de ave apodiforme pertencente à família dos troquilídeos, que inclui os beija-flores. Ele possui uma plumagem iridescente brilhante e vive na região norte da América do Sul, alimentando-se de néctar e insetos. 

## Taxonomia
O gênero Topaza e seu gênero-irmão Florisuga formam o grupo dos topázios, que junto dos rabos-brancos representam o clado mais antigo da família Trochilidae. Esse grupo contém alguns dos maiores beija-flores da família, com os machos adultos medindo até 23 cm e pesando até 12 g. Estima-se que o grupo dos topázios tenha divergido dos outros beija-flores há cerca de 21,5 milhões de anos, enquanto o ancestral comum mais recente entre o gênero Topaza e o gênero Florisuga viveu há aproximadamente 19 milhões de anos.
São reconhecidas duas morfoespécies dentro do gênero Topaza: o topázio-de-fogo e o beija-flor-brilho-de-fogo (Topaza pella). A condição da espécie T. pyra como uma espécie diferente de T. pella foi contestada por alguns autores, que consideraram o gênero monotípico. Os argumentos a favor e contra a distinção entre os dois focaram no grau de similaridade entre as espécies e em suas distribuições geográficas. Enquanto ambos são claramente parentes próximos, defensores de T. pyra sendo uma espécie apontam para a coloração e as características morfométricas dos dois sexos, diferenças que são consistentes através de seus limites geográficos. Nunca foram relatadas formas intermediárias, híbridos ou espécimes que mostrassem qualquer combinação de características entre as duas espécies. O Rio Amazonas parece ter contribuído para manter as linhagens distintas, inibindo o fluxo gênico e promovendo a especiação.
São reconhecidas três subespécies:
- Topaza pyra pyra – ocorre do sudeste da Colômbia até o leste do Equador, nordeste do Peru e sul da Venezuela
- Topaza pyra amaruni – ocorre na Amazônia ocidental no Peru e no Equador (Rio Napo e Rio Corrientes)
- Topaza pyra pamprepta – ocorre no leste do Equador (na região do Rio Napo e do Rio Suno)

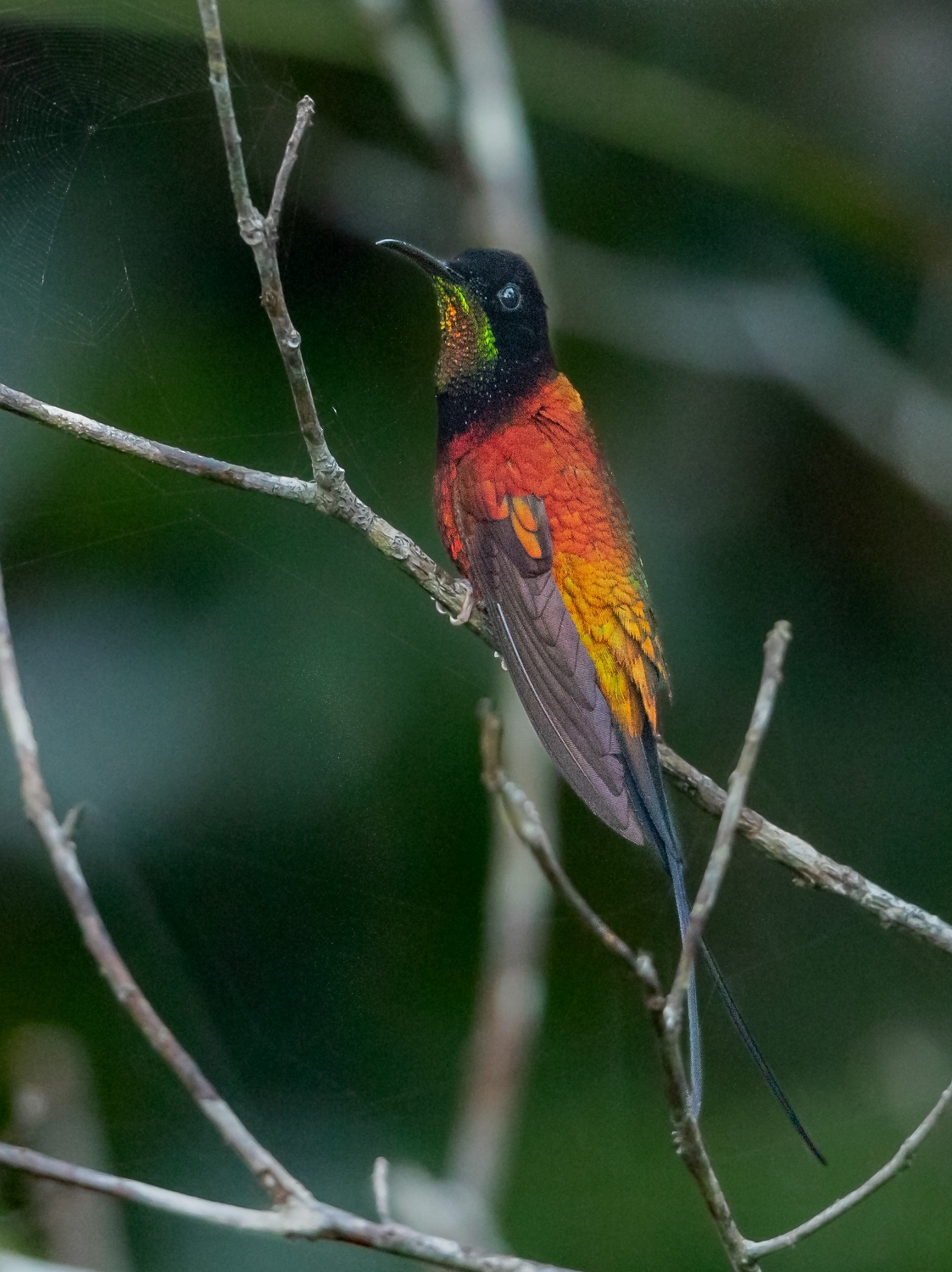
Macho em Manacapuru, AM

## Descrição
O topázio-de-fogo pode medir até 19 cm de comprimento. Há um forte dimorfismo sexual. Ambos os sexos possuem uma íris marrom-escura e, em média, os machos são maiores que as fêmeas.
Os machos desses beija-flores brilhantes possuem o dorso, a parte inferior do peito, as coberteiras e as plumas externas das duas rêmiges mais internas de um laranja-vermelho brilhante, ficando mais alaranjado na barriga e mudando na traseira para um amarelo-verde/verde nas coberteiras da cauda. O topo e os lados da cabeça são de um preto aveludado, com a garganta de um verde e laranja/vermelho iridescente e um bico grosso, curvado e bastante curto (cerca de 25 mm). Eles se caracterizam por duas caudas centrais elongadas (cerca de 64 mm). O bico do macho é preto e ele tem pés cinzentos.
As fêmeas são de um verde brilhante em cima, com uma mancha na garganta de um vermelho cobreado, cercada por uma banda estreita laranja-amarela-verde.O restante da cabeça é de um verde azulado, com o peito menos azulado. A cauda é de um vermelho arroxeado. O bico da fêmea é preto como o do macho, mas os pés são laranja e cor de carne. As coberteiras sobre e sob a cauda têm um laranja destacado nos machos, enquanto nas fêmeas são azuis e verdes.
A espécie é muito parecida com o beija-flor-brilho-de-fogo. O topázio-de-fogo se distingue pelo bico mais curto, asas maiores e retrizes mais finas.

## Distribuição e habitat
O grupo dos topázios é endêmico da Floresta Amazônica, podendo ser encontrado no Brasil, Colômbia, Equador, Peru e Venezuela. Seu hábitat natural é a floresta subtropical ou tropical úmida, em altitudes de até 500 metros acima do nível do mar. É encontrado nas altas copas das árvores, preferindo as bordas de mata e clareiras próximas da água, e é frequentemente visto perto das margens dos rios.

## Comportamento e ecologia
Como há poucas observações do topázio-de fogo na natureza, pouco se conhece sobre o seu comportamento, mas têm-se observado indivíduos se alimentando e interagindo uns com os outros sobre córregos pedregosos no sopé de seus territórios. Ele também é conhecido por fazer pequenos ninhos em forma de xícara, cobertos por líquens, sobre a água como outros beija-flores. Os machos são bastante territoriais, e normalmente afastam intrusos ao redor de áreas em floração.

## Alimentação
Assim como com seu comportamento, são necessários mais estudos observacionais da espécie. No entanto, sabe-se que a espécie é principalmente nectarívora e se alimenta em flores, trepadeiras e epífitas da altura dos olhos até o alto da copa, preferindo altas trepadeiras em floração. Eles também se alimentam de insetos.

## Conservação
O topázio-de-fogo é considerado Pouco Preocupante devido à sua ampla distribuição. A sua população está em declínio, mas a taxa de declínio não é alta o suficiente para que ele seja classificado como Vulnerável. A população, embora desconhecida, é estimada maior do que o limite para a classificação como Vulnerável .